# Big Bug (film)
Pour les articles homonymes, voir Big Bug.
Pour plus de détails, voir Fiche technique et Distribution.
Big Bug (également stylisé BigBug) est un film français réalisé par Jean-Pierre Jeunet et diffusé sur Netflix en 2022. Il s'agit d'une comédie rétrofuturiste de science-fiction traitant de façon humoristique l'intelligence artificielle et les robots.

## Synopsis
En 2045, tous les résidents d’une maison possèdent des robots d’intérieur. Dans sa maison uniquement équipée de vieux modèles, Alice reçoit Max, un homme qui tente de la séduire en parlant d'art, qui est accompagné de son fils adolescent Léo. L'ex-mari d'Alice, Victor, arrive avec leur fille Nina et sa nouvelle compagne Jennifer avec laquelle il va partir se marier sur une île artificielle paradisiaque. Peu après arrive également Françoise, la voisine d'Alice, venue récupérer son chien, Toby 8.
Alors que tous les invités s'apprêtent à partir, une révolte d'androïdes, menée par les robots Yonyx, éclate à l’extérieur. Les robots d'intérieur (Monique, un robot androïde ; Einstein, un robot intelligent construit par Victor ; Howard, un robot nettoyeur et Tom, le robot d'enfance de Nina), non affectés par les mises à jour des Yonyx, décident d'enfermer les humains pour les protéger,. Alors que les robots d'intérieur tentent d'acquérir des traits humains pour rassurer leurs protégés, ces derniers essaient de trouver une solution pour sortir de la maison tout en tentant de se supporter les uns les autres.

## Fiche technique
Sauf indication contraire, les informations mentionnées dans cette section peuvent être confirmées par les bases de données cinématographiques IMDb et Allociné,  présentes dans la section « Liens externes ».
- Titre original : Big Bug
- Réalisation : Jean-Pierre Jeunet
- Scénario : Jean-Pierre Jeunet et Guillaume Laurant
- Musique : Raphaël Beau
- Photographie : Thomas Hardmeier
- Montage : Hervé Schneid
- Décors : Aline Bonetto
- Costumes : Madeline Fontaine
- Effets visuels : Alain Carsoux
- Dressage du chien : Pierre Cadéac
- Production : Jean-Pierre Jeunet et Richard Grandpierre
  - Production exécutive : Frédéric Doniguian
- Société de production : Eskwad et Gaumont
- Société de distribution : Netflix
- Pays de production :  France
- Langue originale : français
- Format : couleur
- Genre : comédie, science-fiction
- Durée : 111 minutes
- Date de sortie : 11 février 2022 (sur Netflix)

## Distribution
- Elsa Zylberstein : Alice
- Isabelle Nanty : Françoise
- Stéphane De Groodt : Max
- Hélie Thonnat : Léo
- Claude Perron : Monique
- Youssef Hajdi : Victor
- Claire Chust : Jennifer
- Alban Lenoir : Greg
- Marysole Fertard : Nina
- François Levantal : les robots Yonyx (dont le Yonyx 7389XAB2)
- Juliette Wiatr : la présentatrice de Galaxy
- André Dussollier : le robot Einstein (voix)
- Benoît Allemane : le robot Nestor (voix)
- James Champel	: le robot nettoyeur Howard V2 (voix)
- Corinne Martin : le robot Tom (voix)
- François Berland : Hawk-Eye (voix)
- Patrice Boisfer : le journaliste TV
- Dominique Pinon : Igor
- Albert Dupontel : l'homme à la prothèse
- Nicolas Marié : le président de la République
- Julie Ferrier
- Ashley Fays : Nina enfant

## Production
Le projet est annoncé en novembre 2019. Il marque le retour au cinéma de Jean-Pierre Jeunet après L'Extravagant Voyage du jeune et prodigieux T. S. Spivet (2013). Coécrit avec son collaborateur habituel Guillaume Laurant, le scénario est décrit comme « une histoire à propos de l'intelligence artificielle, une comédie avec des robots ». Jean-Pierre Jeunet révèle qu'il n'aurait pas pu concrétiser le projet sans Netflix :

« J'ai vécu pour ce projet, (toute proportion gardée) un peu la même histoire que Scorsese avec The Irishman. J'ai traîné ce script en France pendant 4 ans, me suis vu rejeté par tous, comme l'avaient été en leur temps Delicatessen et Amélie Poulain. Et comme Amélie, Brigitte Maccioni de UGC en est tombée amoureuse et a voulu le produire. Mais elle n'a pas réussi car visiblement des robots dans une comédie française, ça ne rentre pas dans une case. Et un jour David Kosse de Netflix m'a écrit de Londres me demandant si je n'avais pas un projet. Le « oui » avec un grand sourire est revenu 24 heures après ! »

En janvier 2020, la distribution est annoncée avec la présence de Claire Chust, Elsa Zylberstein, Alban Lenoir, Isabelle Nanty, Youssef Hajdi, Claude Perron, François Levantal et les jeunes acteurs Marysol Fertard et Helie Thonnat.
Le tournage débute en octobre 2020 malgré la pandémie de Covid-19. Il se déroule dans les studios de Bry-sur-Marne dans le Val-de-Marne. Dans les scènes de journal télévisé, on reconnaît les espaces d'Abraxas, régulièrement utilisés au cinéma comme décor dystopique.